# Karolina
Karolina ist ein  weiblicher Vorname. 

## Herkunft und Bedeutung
→ Hauptartikel: Karla
Beim Namen Karolina handelt es sich um die nordische Schreibweise von Carolina, der eine Koseform des Namens Carola darstellt.

## Verbreitung

### Karolina
Um die Jahrtausendwende gehörte Karolina in Litauen zu den 20 beliebtesten Mädchennamen. In Polen sank die Popularität des Namens in den vergangenen Jahren. Zählte er im Jahr 2005 noch zu den 10 beliebtesten Mädchennamen, belegte er im Jahr 2021 nur noch Rang 47 der Hitliste.
In Slowenien und Lettland ist der Name ebenfalls beliebt.

### Carolina
In Spanien hat sich der Name Carolina unter den 100 beliebtesten Mädchennamen etabliert. Zuletzt sank die Beliebtheit, sodass er im Jahr 2021 auf Rang 91 der Vornamenscharts stand. Auch in Italien ist der Name verbreitet. Im Jahr 2020 belegte Carolina dort Rang 131 in der Hitliste.
In Portugal hat sich der Name unter den 10 beliebtesten Mädchennamen etabliert.
In Deutschland ist der Name Carolina mäßig beliebt. Im Jahr 2021 belegte er Rang 178 in den Vornamenscharts. Zu beachten ist, dass bei dieser Statistik Carolina und Karolina als gleichlautende Varianten desselben Namens zusammengefasst wurden. Jedoch lässt sich statistisch feststellen, dass in Deutschland die Schreibweise Carolina beinahe doppelt so häufig gewählt wird wie Karolina.

## Namensträgerinnen

### Karolina
- Karolina von Österreich (Maria Anna Karolina von Österreich genannt Ännchen; 1835–1840), Erzherzogin von Österreich
- Karolina A. Höjsgaard (* 1971), schwedische Orientierungsläuferin
- Karolina Banel (*  1993), litauische Biathletin
- Karolina Burger (1879–1949), katholische Lehrerin und Aktivistin
- Karolina Gajewska (* 1972), polnische Lehrerin und Politikerin
- Karolina Gerhardinger (1797–1879), Ordensschwester und Gründerin der Kongregation der Armen Schulschwestern von Unserer Lieben Frau
- Karolina Gočeva (mazedonisch Каролина Гочева, * 1980), mazedonische Popsängerin, Künstlername auch Karolina
- Karolina Gruszka (* 1980), polnische Schauspielerin
- Karolina Kudłacz-Gloc (* 1985), polnische Handballspielerin
- Karolína Kurková (* 1984), tschechisches Model
- Karolina Łukasik (* 1982), polnische Boxerin
- Karoliina Lundahl (* 1968), finnische Gewichtheberin
- Nadya Karolina Ortiz (* 1986), kolumbianische Schachspielerin
- Karolina Naja (* 1990), polnische Kanutin
- Karolina Petrossian (* 1979), deutsche Schauspielerin
- Karolina Petuel (1873–1956), deutsche Geschäftsfrau
- Karolina Andrejewna Sewastjanowa (* 1995), russische Turnerin und Olympiasiegerin
- Karolina Šprem (* 1984), kroatische Tennisspielerin
- Karolina Strassmayer (* 1971), österreichische Jazzmusikerin
- Karolína Světlá (1830–1899), tschechische Schriftstellerin
- Karolina Utriainen (1843–1929), finnische Laienpredigerin und evangelische Visionärin
- Karolina Westberg (* 1978), schwedische Fußballspielerin

### Carolina
- Carolina Bazán (* 1980), chilenische Köchin
- Carolina Eyck (* 1987), deutsche Musikerin, spezialisiert auf das Theremin
- Carolina Herrera (* 1939), venezolanische Designerin, u. a. für „Twilight - Breaking Dawn“
- Carolina Klüft (* 1983), schwedische Siebenkämpferin
- Carolina Kostner (* 1987), italienische Eiskunstläuferin
- Carolina Kuhlman (1778–1866), schwedische Schauspielerin und Operettensängerin
- Carolina Müller-Möhl (* 1968), Schweizer Investorin und Philanthropin
- Carolina Rosati, geb. Galletti (1826–1905), italienische Primaballerina
- Carolina Solberg (* 1987), brasilianische Beachvolleyballspielerin
- Carolina Vera Squella (* 1973), deutsche Schauspielerin chilenischer Herkunft
- Carolina Thiele (* 1987), deutsche Schauspielerin und Model
- Christian Carolina Jaramillo Quintero (* 1994), mexikanische Fußballnationalspielerin

## Ortsname
Karolina ist ebenfalls der Name mehrerer Orte:
- Dorf in der Ukraine, siehe Karolina (Ukraine) (ukrainisch Кароліна)